# هوشی ریوکان

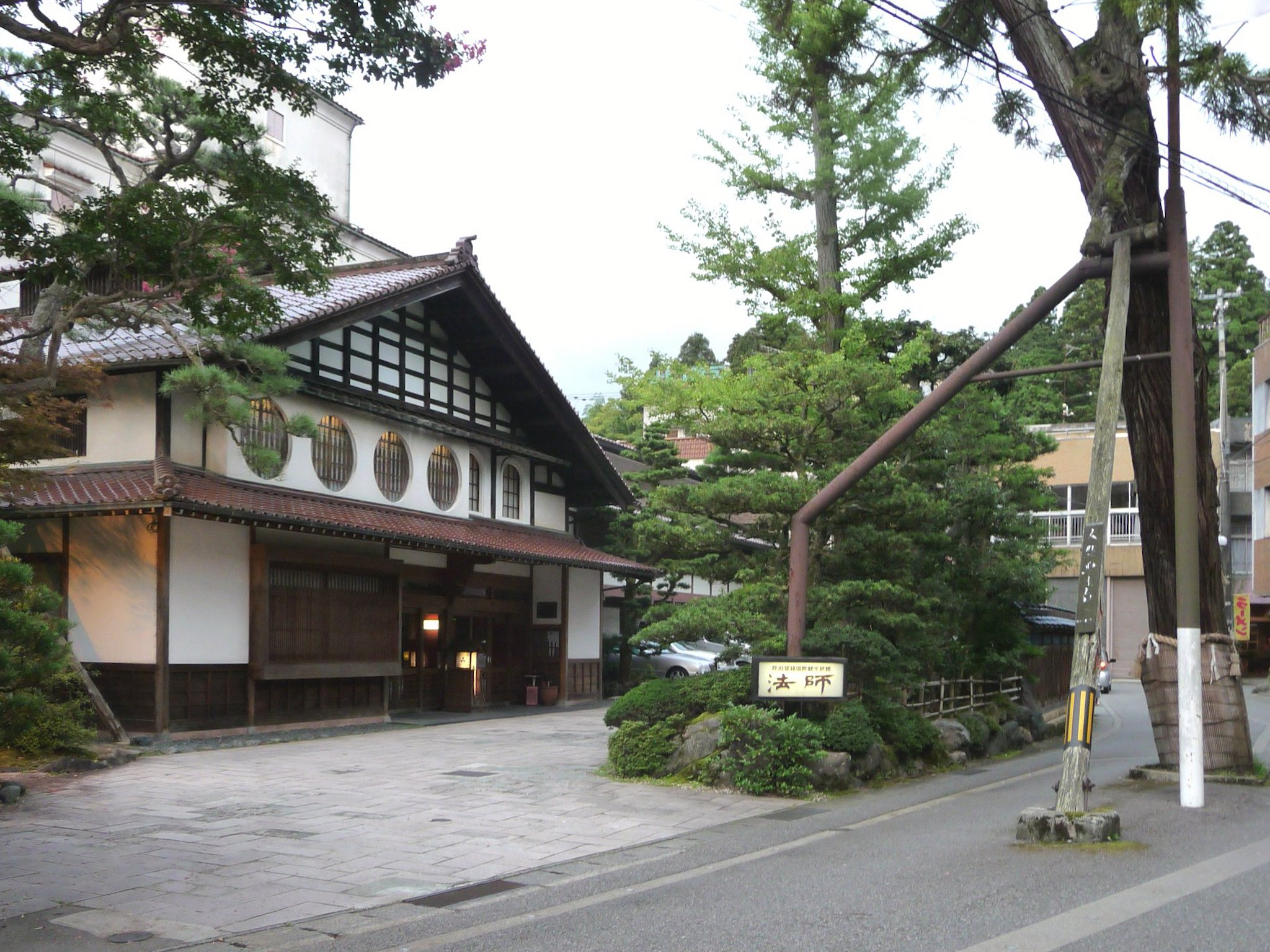
ورودی اصلی هوشی ریوکان، در شهر کوماتسو، استان ایشیکاوا، ژاپن

هوشی ریوکان (انگلیسی: Hōshi Ryokan) ریوکان یا مسافرخانه ژاپنی است، که در سال ۷۱۸ میلادی در شهر کوماتسو، استان ایشیکاوا، ژاپن تأسیس شد و تا سال ۲۰۱۱ به عنوان قدیمی‌ترین هتل جهان محسوب می‌شد. هوشی ریوکان از سال ۷۱۸ تاکنون توسط یک خانواده مدیریت می‌شود و هم‌اکنون نسل چهل و ششم از خانواده هوشی، کنترل این هتل را در اختیار دارد.